# Protestele din Armenia din 2018
Începând cu martie 2018, o serie de proteste antiguvernamentale, cunoscute local și ca #MerzhirSerzhin, au avut loc în Armenia împotriva celui treilea mandat al lui Serj Sargsyan ca cel mai important om în stat. Protestele au izbucnit la apelul deputatului și lider al opoziției Nikol Pasinian, care a proclamat „începutul unei revoluții de catifea” în Armenia și a cerut o campanie națională de „nesupunere civică”.
Protestatarii l-au acuzat pe Serj Sargsyan, care și-a încheiat cel de-al doilea și ultimul mandat prezidențial, că vrea să rămână la putere pe viață, după ce a fost ales pe 17 aprilie în funcția de prim-ministru de către deputați. După o revizuire controversată a Constituției în 2015, prerogative esențiale ale puterii au fost transferate premierului. La șase zile de la preluarea funcției și pe fondul amplificării mișcării de protest, Sargsyan și-a anunțat demisia pe site-ul personal.

## Context

### Nominalizarea luiSerj Sargsyanpentru funcția de prim-ministru
Manifestațiile și mișcările de protest au început în martie 2018, când membrii Partidului Republican nu au exclus varianta de a-l nominaliza pe Serj Sargsyan pentru funcția de prim-ministru al țării. Protestatarii au promis să blocheze sediul partidului pe 14 aprilie, zi în care liderii urmau să se adune pentru a-l nominaliza în mod oficial pe Sargsyan pentru funcție. Partidul Republican a ținut reuniunea în afara capitalei Erevan și a votat în unanimitate numirea lui Sargsyan ca prim-ministru. Federația Revoluționară Armeană, aflată într-un acord de „cooperare politică pe termen lung” cu partidul lui Sargsyan, a susținut decizia.
Conform Constituției revizuite a Armeniei, aprobată prin referendum în 2015, prim-ministrul are acum prerogativele cele mai importante în stat, în timp ce președintele are un rol în primul rând formal. Armen Sarkissian, aliat politic al lui Sargsyan, a depus jurământul ca șef al statului pe 9 aprilie, după ce a fost ales de parlament.

## Reacții
Pe 4 aprilie, Edmon Marukian, liderul Armenia Luminată, partid care cooperează cu Contractul Civil condus de Nikol Pașinian în Alianța „Yelk”, a publicat un articol în cotidianul Aravot, în care își declara preferința pentru mijloacele formale de contracarare a coaliției de guvernământ în detrimentul acțiunilor de nesupunere civică.
Liderul partidului Democrații Liberi, Haciatur Kokobelian, a luat parte la proteste și și-a exprimat sprijinul față de acțiuni.
Multe figuri culturale armene s-au declarat solidare cu mișcarea de protest. Serj Tankian, fostul vocalist al formației de heavy metal System of a Down, s-a adresat activiștilor și și-a exprimat solidaritatea și sprijinul, subliniind totodată inadmisibilitatea unei guvernări monopartid în Armenia. Unele organizații ale diasporei, printre care Congresul Armenilor din Europa, și-au anunțat și ele sprijinul pentru opoziție.